# Rivière Tomasine
Rivière Tomasine är ett vattendrag i Kanada.   Det ligger i provinsen Québec, i den sydöstra delen av landet, 140 km norr om huvudstaden Ottawa.
I omgivningarna runt Rivière Tomasine växer i huvudsak blandskog. Trakten runt Rivière Tomasine är nära nog obefolkad, med mindre än två invånare per kvadratkilometer.